# 少子化社会対策基本法
少子化社会対策基本法（しょうしかしゃかいたいさくきほんほう、平成15年7月30日法律第133号）は、少子化の主たる要因であった晩婚化・未婚化に加え、「夫婦の出生力そのものの低下」という新たな現象の把握と急速な少子化の進行を踏まえ、その流れを変える為に従来の取組に加え、もう一段の対策を推進することが必要であり、国民や社会の意識変革を迫ることに関する日本の法律である。
2003年（平成15年）7月30日に公布、同年9月に施行された。主として内閣府特命担当大臣（少子化対策）が主幹となり、政策統括官・共生社会政策担当が省庁の調整に当たる。

## 法令構成
- 前文
- 第一章　総則（第一条―第九条）
- 第二章　基本的施策（第十条―第十七条）
- 附則

## 前文について
この法律では、他の法律ではあまり見られない、長い制定文が記載されている。
| 「 | 我が国における急速な少子化の進展は、平均寿命の伸長による高齢者の増加とあいまって、我が国の人口構造にひずみを生じさせ、二十一世紀の国民生活に、深刻かつ多大な影響をもたらす。我らは、紛れもなく、有史以来の未曾有の事態に直面している。 しかしながら、我らはともすれば高齢社会に対する対応にのみ目を奪われ、少子化という、社会の根幹を揺るがしかねない事態に対する国民の意識や社会の対応は、著しく遅れている。少子化は、社会における様々なシステムや人々の価値観と深くかかわっており、この事態を克服するためには、長期的な展望に立った不断の努力の積重ねが不可欠で、極めて長い時間を要する。急速な少子化という現実を前にして、我らに残された時間は、極めて少ない。 もとより、結婚や出産は個人の決定に基づくものではあるが、こうした事態に直面して、家庭や子育てに夢を持ち、かつ、次代の社会を担う子どもを安心して生み、育てることができる環境を整備し、子どもがひとしく心身ともに健やかに育ち、子どもを生み、育てる者が真に誇りと喜びを感じることのできる社会を実現し、少子化の進展に歯止めをかけることが、今、我らに、強く求められている。生命を尊び、豊かで安心して暮らすことのできる社会の実現に向け、新たな一歩を踏み出すことは、我らに課せられている喫緊の課題である。 ここに、少子化社会において講ぜられる施策の基本理念を明らかにし、少子化に的確に対処するための施策を総合的に推進するため、この法律を制定する。 | 」 |

## 大綱
この法律の制定により、2004年（平成16年）6月4日、閣議決定により少子化対策大綱が制定された。それにより、従前の『新エンゼルプランに代わる新たなプランの特徴』が示された。

### 少子化の流れを変えるための視点
1. 自立への希望と力 - 若者の自立が難しくなっている状況を変えていく。
2. 不安と障壁の除去 - 子育ての不安や負担を軽減し、職場優先の風土を変えていく。
3. 子育ての新たな支え合いと連帯 －家族のきずなと地域のきずな－ - 生命を次代に伝えはぐくんでいくことや家庭を築くことの大切さの理解を深めていく。子育て・親育て支援社会をつくり、地域や社会全体で変えていく。

### 少子化の流れを変える為の重点課題
1. 若者の自立とたくましい子どもの育ち
2. 仕事と家庭の両立支援と働き方の見直し
3. 生命の大切さ、家庭の役割等についての理解
4. 子育ての新たな支え合いと連帯

### 推進体制
1. 内閣を挙げた取組の体制整備
2. 重点施策についての具体的実施計画
3. 構造改革特別区域制度の活用
4. 国民的な理解と広がりをもった取組の促進
5. 大綱のフォローアップ等

### 重点課題に取り組む体制
重点課題として、8条から成る28項目を採り上げている。
1. 若者の自立とたくましい子供の育ち
2. 仕事と家庭の両立支援と働き方の見直し
3. 生命の大切さ、家庭の役割等についての理解
4. 子育ての新たな支え合いと連帯
5. 子供の健康の支援
6. 妊娠・出産の支援
7. 子育てのための安心、安全な環境
8. 経済的負担の軽減

## 成立までの経緯
少子化問題への策として、与野党ともに少子化社会対策に関する基本法の制定の機運が高まった1999年1月、超党派の議員による「少子化社会対策議員連盟」が設立され、同年12月に議員立法として「少子化社会対策基本法案」が衆議院（第151回国会）に提出された。
その後、継続審議扱いとなり、衆議院解散により審査未了廃案となったが、2001年6月に再提出され、数回の国会で継続審議扱いを経て、2003年7月に成立した。
| 議員名     | 所属政党   |
| ---------- | ---------- |
| 中山太郎   | 自民党     |
| 荒井広幸   | 自民党     |
| 西川京子   | 自民党     |
| 福島豊     | 公明党     |
| 井上喜一   | 保守新党   |
| 五島正規   | 民主党     |
| 肥田美代子 | 民主党     |
| 近藤基彦   | 自民党     |
| 粟屋敏信   | 無所属の会 |